# Льюис, Уоррен
Уоррен Гамильтон (У. Г.) Льюис (16 июня 1895 — 9 апреля 1973) — ирландский историк, офицер британской армии, более известен как старший брат писателя К. С. Льюиса. Уоррен Льюис был офицером снабжения Королевского корпуса обеспечения британской пехоты во время и после Первой мировой войны. После выхода на пенсию в 1932 году, жил со своим братом в Оксфорде, где был одним из членов-основателей неофициального литературного общества под названием «Инклинги». Он писал о французской истории, а также выполнял функции секретаря своего брата в последние годы его жизни.

## Юность
К. С. Льюис писал о своём старшем брате Уоррене («Уорни»): «Мой самый дорогой и близкий друг». Дружба всей их жизни возникла ещё в детстве, когда мальчики вместе играли в своём доме «Little Lea» на окраине Белфаста. Они вместе писали и иллюстрировали истории о своём выдуманном мире — «Боксене» (сочетание Индии и предыдущих версий, которые они называли «Страна животных»). В 1908 году их мать умерла от рака, и, так как их отец был всецело поглощён горем, Клайв («Джек») и Уоррен были единственной поддержкой и утешением друг для друга. Вскоре после смерти матери Джек был отправлен через Ирландский канал, чтобы присоединиться к Уоррену в английской школе-интернате под названием Виньярд в Уотфорде, Хартфордшир, к северо-западу от Лондона, где им пришлось терпеть сурового директора школы — Роберта Капрона. Уоррен был отправлен туда ещё своей матерью Флорой 10 мая 1905 года. В 1909 году Уоррена перевели в колледж Малверна в Вустершире, его брат присоединился к нему несколько лет спустя. Уоррен завершил своё образование в Малверне в 1913 году.

## Военная служба
Он брал частные уроки у Уильяма Т. Киркпатрика в течение четырёх месяцев подготовки к вступительному экзамену в Королевский военный колледж в Сандхерсте, начиная с 10 сентября 1913 года. По результатам экзамена он оказался 21-м среди 201 кандидатов, выиграв «кадетскую стипендию», с которой он 4 февраля 1914 года поступил в колледж. Это снизило его плату за обучение. 29 сентября он был призван в Королевский корпус обеспечения, всего после девяти месяцев обучения. Это произошло из-за военных нужд того времени; нормальный курс обучения длился от восемнадцати месяцев до двух лет. Он покинул колледж 1 октября и был отправлен во Францию.
После Первой мировой войны Уоррен служил в Бельгии (1919), Олдершоте (ноябрь 1919), Сьерра-Леоне (9 марта 1921 — март 1922), Колчестере (4 октября 1922 — декабрь 1925), Вулидже (январь 1925 — апрель 1927), и Китае (два раза: первый, начиная с 11 апреля 1927 года в Коулуне, Южный Китай, потом в Шанхае по апрель 1930 года; второй — с 9 октября 1931 года по 14 декабря 1932). Он ушёл в отставку 21 декабря 1932 г. в звании капитана после 18 лет службы. Он получил временное звание майора, когда был вновь призван на службу 4 сентября 1939 года.
После Второй мировой войны он поселился вместе с братом в Килнсе — их доме в Хедингтоне, близ Оксфорда, где он жил до смерти К. С. Льюиса (1963 год).
Уоррен Льюис был похоронен во дворе церкви Святой Троицы, Хедингтон, Оксфорд, в могиле своего брата.

## Личная жизнь
Уоррен Льюис вернулся в христианство в начале мая 1931 года. Он часто участвовал в еженедельных совещаниях «Инклингов» и записывал свои комментарии о них в дневнике. На протяжении 1930-х годов Льюисы совершили восемь пешеходных экскурсий длиной в целых 50 миль (80 км), которые Уоррен вспоминал с нежностью годы спустя, говоря: «И они были адски весёлыми и интересными».
Согласно письму К. С. Льюиса, которое он написал Артуру Гривзу, Уоррен Льюис был алкоголиком.

## Сочинения
Вскоре после своей первой отставки в 1932 году Уоррен Льюис отредактировал семейные документы К. С. Льюиса. После окончательного выхода на пенсию он начал исследовать тему, которая интересовала его всю жизнь, — историю Франции XVII века. Он опубликовал семь книг о Франции времени правления Людовика XIV под именем У. Г. Льюис, включая «Великолепный век: Некоторые аспекты повседневной жизни во Франции в царствование Людовика XIV» и «Левантийский авантюрист: Путешествия и миссии шевалье д’Арвьё, 1653—1697». Отрывок из «Великолепного века» впервые появился в «Эссе, представленных Чарльзу Уильямсу», томе, изданном под редакцией его брата в качестве неофициального юбилейного сборника в пользу вдовы Уильямса.
После того, как в 1963 году умер К. С. Льюис, Уоррен отредактировал первое опубликованное издание писем своего брата (1966), добавив свои воспоминания о нём в качестве предисловия. Поздние издания этих писем редактировались Уолтером Хупером.
Перед смертью Уоррен Льюис отдал на сохранение многие семейные документы в коллекцию колледжа Уитона, в том числе сохранившиеся бумаги К. С. Льюиса, также и свои. В 1982 году отрывки из дневника Уоррена Льюиса были опубликованы под названием «Братья и друзья».